# Florencia Pinar
Florencia Pinar war eine kastilische Dichterin und Dame am Hof von Isabella I. von Kastilien. Sie war die erste Frau, die an einem literarischen Wettbewerb teilnahm und eine der wenigen Dichterinnen, deren Werke in die als Cancionero General bekannte Gedichtsammlung aus dem 15. Jahrhundert aufgenommen wurden.
Ihre Gedichte verfasste sie in dem für die gebildete Oberschicht ihrer Zeit gebräuchlichen kastilischen Dialekt. Die Titel „dama“ oder „señora“, die der Autorin in den Cancioneros verliehen werden, weisen auf einen gehobenen Gesellschaftsrang hin. Über ihre Biografie ist nur wenig bekannt, Geburtsort und -datum sind nicht überliefert, aber man nimmt an, dass sie eine höfische Erziehung genossen hatte.

## Werke
Florencia Pinar werden sechs Lieder zugeschrieben (¡Ay! que ay quien más no vive; Destas aves su nación; El amor ha tales mañas; Hago de lo flaco, fuerte; Cuidado nuevo venido; Tanto más creçe el querer) und eine Glosse unter dem Motto Mi dicha lo desconcierta. Das Lied Destas aves su nación (das in der Liedsammlung unter der Rubrik Otra canción de la misma señora a unas perdices que le enviaron vivas erscheint), ist reich an symbolträchtigen Anspielungen und verborgenen Motiven:
Destas aves su nación
es contar con alegría,
y de vellas en prisión
siento yo grave pasión,
sin sentir nadie a mía.

Ellas lloran que se vieron
sin temor de ser cativas,
y a quien eran más esquivas
esos mismos las prendieron.
Sus nombres mi vida son
que va perdiendo alegría,
y de vellas en prisión
siento yo grave pasión,
sin sentir nadie a mía.

## Stil und Bedeutung
Die Autorin ist vor allem für ihre ausgefeilte bildliche Sprache bekannt, die die doppelte Natur der Liebe unterstreicht, die sowohl Lust als auch Schmerz verursacht. Auch die für sie charakteristische Verwendung indirekter sexueller Anspielungen ist offensichtlich. Damals symbolisierte das Rebhuhn weibliche Promiskuität, da das Rebhuhn ein Vogel ist, der sich leicht befruchten lässt. Dieser spielerische Umgang mit der Symbolik ist eines der charakteristischen Merkmale von Pinars Lyrik. Das vorherrschende Thema in ihren Gedichten ist zwar die Liebe, aber sie bleibt oft doppeldeutig in ihren Anspielungen. Die Literaturwissenschaft streitet seit Jahrhunderten über die Frage, ob diese besungene Liebe platonischer oder sexueller Natur war.

## Ausgaben
- Lieder / Canciones. Zweisprachige spanisch-deutsche Ausgabe. Deutsche Übersetzung von Anna Klinkner und Elena Moreno Sobrino. Saarbrücken: Calambac Verlag, ISBN 978-3-943117-09-7, 2020.